# Cistícola d'Etiòpia
La cistícola d'Etiòpia (Cisticola lugubris) és una espècie d'ocell passeriforme de la família Cisticolidae pròpia d'Àfrica oriental.

## Hàbitat i distribució
Es troba únicament en la Banya d'Àfrica, en les terres altes d'Etiòpia i Eritrea. Habita els aiguamolls d'interior, els herbassars humits i les zones de matoll humit.

## Taxonomia
Fou descrit científicament en 1840 pel naturalista alemany Eduard Rüppell. Anteriorment fou considerada una subespècie de la cistícola ala-rogenca (Cisticola galactotes), però ara es consideren espècies separades. No es reconeixen subespècies diferenciades de cistícola d'Etiòpia.